# Główny Urząd Miar

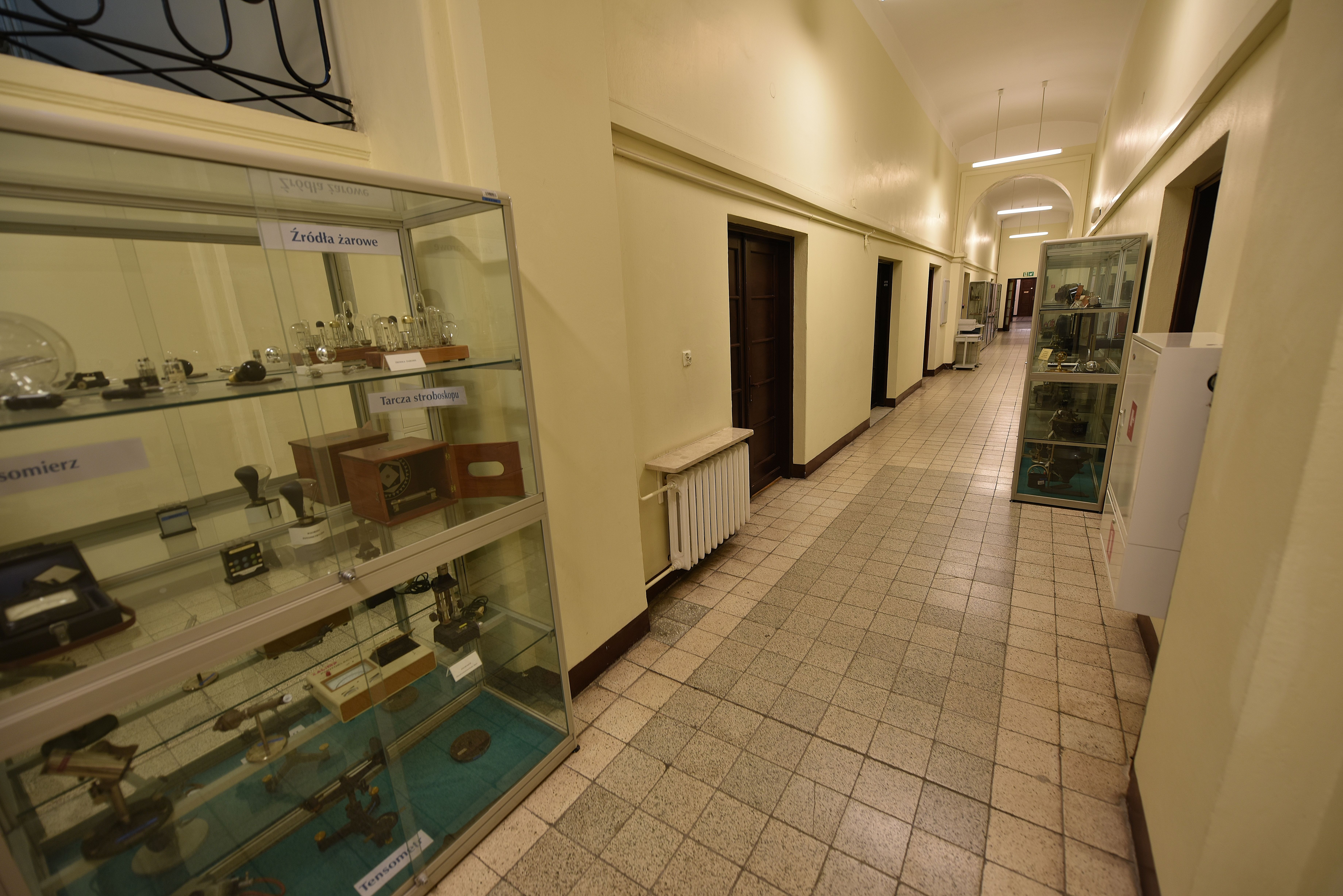
Fragment ekspozycji zbiorów przyrządów pomiarowych na korytarzu GUM

Główny Urząd Miar (GUM) – instytucja powołana 1 kwietnia 1919 podpisanym przez Naczelnika Państwa Józefa Piłsudskiego 8 lutego 1919 dekretem o miarach jako jedna z pierwszych instytucji administracji państwowej w odrodzonej Polsce.
W latach 2021–2023 miała miejsca budowa I etapu nowego kampusu laboratoryjnego Głównego Urzędu Miar w Kielcach, natomiast samo zezwolenie na użytkowanie uzyskano na początku 2024 roku.

## Historia

### Początki
Zadaniem powołanego w 1919 urzędu było ujednolicenie systemu miar, gdyż dotąd polskie ziemie podlegały trzem różnym systemom Prus, Austro-Węgier i Rosji. Równocześnie powstawały okręgowe i obwodowe urzędy miar, które obecnie tworzą rządową administrację miar.
Od 1922 siedzibą Głównego Urzędu Miar jest zabytkowy budynek przy ulicy Elektoralnej 2 w Warszawie.

### Okres powojenny
Administracja miar po II wojnie światowej przechodziła szereg zmian organizacyjnych i działalność w dziedzinie metrologii była łączona z działalnością w dziedzinie jakości i normalizacji.
W 1966 jego zadania przejął Centralny Urząd Jakości i Miar (CUJiM). W 1972 połączono go z Polskim Komitetem Normalizacyjnym, tworząc Polski Komitet Normalizacji i Miar, przekształcony w 1979 w Polski Komitet Normalizacji, Miar i Jakości (PKNMiJ).
Ustawa z 3 kwietnia 1993 o utworzeniu Głównego Urzędu Miar przywróciła urzędowi historyczną, pierwszą nazwę oraz zakres kompetencji. Stało się to 1 stycznia 1994 w 75-lecie działalności tej instytucji.
Główny Urząd Miar sprawuje nadzór nad administracją miar i administracją probierczą w Polsce. Podstawowym jego zadaniem jest:
- zapewnienie spójności pomiarowej,
- utrzymanie państwowych wzorców miar,
- zapewnienie wzajemnej zgodności i określonej dokładności wyników pomiarów przeprowadzanych w Polsce,
- oraz ich zgodności z Międzynarodowym Układem Jednostek Miar.

Główny Urząd Miar łączy w sobie dwie funkcje: krajowego instytutu metrologicznego zajmującego się metrologią wzorców dla potrzeb przemysłu nauki i systemu laboratoriów wzorcujących oraz centralnego urzędu administracji państwowej w zakresie metrologii prawnej, obejmującej prawną kontrolę metrologiczną, system oceny zgodności i nadzór nad towarami paczkowanymi.
Czynności administracyjne muszą być poprzedzone pracami badawczymi – na odpowiednim stanowisku pomiarowym dokonywane jest badanie danego przyrządu pomiarowego i sprawdzanie, czy jego wskazania są wiarygodne i zgodne z wymaganiami prawnymi lub innymi. Sprawdzane przyrządy są często unikatowe, o wyjątkowo skomplikowanej, często jednostkowej konstrukcji i bardzo wysokiej dokładności pomiaru.
W Głównym Urzędzie Miar gromadzone są zbiory dawnych przyrządów pomiarowych, które stanowią Historyczne Zbiory Metrologiczne. Kolekcja GUM liczy ok. 3 tysięcy eksponatów. Oprócz muzealiów GUM posiada również bibliotekę fachową, gromadzącą literaturę metrologiczną, probierczą oraz z dziedzin pomocniczych (matematyka, fizyka, chemia, biologia itp.).
Główny Urząd Miar prowadzi współpracę z międzynarodowymi organizacjami metrologicznymi i podobnymi instytucjami w różnych krajach.

## Prezesi urzędu
- Zdzisław Rauszer (01.04.1919–01.07.1949, dyrektor GUM)
- Hilary Dziewulski (01.10.1949–12.06.1958, GUM)
- Wilhelm Wojtyła (28.05.1958–12.06.1965, GUM)
- Zygmunt Ostrowski (01.07.1965–01.07.1972, CUJiM)
- Bolesław Adamski (29.04.1972–08.04.1976, PKNiM)
- Franciszek Szlachcic (05.04.1976–30.11.1985, PKNiM)
- Roman Kobus (20.02.1986–22.12.1987, PKNMiJ)
- Janusz Maciejewicz (22.12.1987–19.04.1990, PKNMiJ)
- Krzysztof Mordziński (20.04.1990–18.03.2003, PKNMiJ, od 01.01.1994 GUM)
- Włodzimierz Sanocki (19.03.2003–01.02.2007, GUM)
- Janina Maria Popowska (01.02.2007–05.01.2016, GUM)
- Dorota Habich (02–05.2016, p.o. prezesa GUM)
- Włodzimierz Lewandowski (17.05.2016-25.09.2018, GUM)
- Maciej Dobieszewski (26.09.2018–01.08.2019, p.o. prezesa GUM)
- Radosław Wiśniewski (02.08.2019-16.10.2020, GUM)[7]
- Rafał Kępka (16.10.2020-9.11.2020, p.o. prezesa GUM).
- Jacek Semaniak (od 9.11.2020, GUM)

Na podstawie materiału źródłowego.

## Kierownictwo[10]
- Jacek Semaniak – prezes od 9 listopada 2020[11]
- Rafał Kępka – wiceprezes od 2 grudnia 2020
- Lech Jaworski – wiceprezes od lipca 2024
- Piotr Ziółkowski – dyrektor generalny od 1 lutego 2021[12]

## Struktura polskiej administracji miar[13]
W skład administracji miar wchodzą:
- Główny Urząd Miar z siedzibą w Warszawie
- 10 Okręgowych Urzędów Miar wraz z ich 50 wydziałami zamiejscowymi;

Organami administracji miar są: Prezes Głównego Urzędu Miar oraz dyrektorzy okręgowych urzędów miar.

## Struktura polskiej administracji probierczej[15]
W skład administracji probierczej wchodzą:
- Okręgowy Urząd Probierczy w Warszawie (z Wydziałami Zamiejscowymi Gdańsku, Bydgoszczy, Łodzi i Białymstoku)
- Okręgowy Urząd Probierczy w Krakowie (z Wydziałami Zamiejscowymi w Poznaniu, we Wrocławiu, w Częstochowie i Chorzowie)

## Struktura Głównego Urzędu Miar
Organizację Głównego Urzędu Miar określa statut nadany przez ministra właściwego do spraw gospodarki (2021 - Minister Pracy, Rozwoju i Technologii) z dnia 17 marca 2021 r. w sprawie nadania statutu Głównemu Urzędowi Miar oraz regulamin organizacyjny Głównego Urzędu Miar stanowiący załącznik do zarządzenia nr 3 Prezesa Głównego Urzędu Miar z dnia 31 grudnia 2019 roku. Na strukturę organizacyjną Głównego Urzędu Miar w marcu 2021 składały się:
1. Samodzielne Laboratorium Akustyki, Ultradźwięków i Drgań;
2. Samodzielne Laboratorium Czasu i Częstotliwości;
3. Samodzielne Laboratorium Chemii;
4. Samodzielne Laboratorium Długości;
5. Samodzielne Laboratorium Elektryczności i Magnetyzmu;
6. Samodzielne Laboratorium Fotometrii i Radiometrii;
7. Samodzielne Laboratorium Masy;
8. Samodzielne Laboratorium Promieniowania Jonizującego;
9. Samodzielne Laboratorium Przepływów;
10. Samodzielne Laboratorium Termometrii;
11. Samodzielne Laboratorium Wsparcia Przemysłu;
12. Departament Certyfikacji;
13. Departament Innowacji i Rozwoju;
14. Departament Nadzoru i Kontroli;
15. Departament Współpracy Międzynarodowej i Analiz
16. Biuro Dyrektora Generalnego;

## Budżet, zatrudnienie i wynagrodzenia
Wydatki i dochody Głównego Urzędu Miar są realizowane w części 64 budżetu państwa.
W 2019 wydatki w części 64 Budżetu Państwa wyniosły 50,495 mln zł (GUM) oraz 104,669 mln zł (administracja miar), a dochody 8,374 mln zł (GUM) oraz 64,244 mln zł (administracja miar). Przeciętne zatrudnienie w przeliczeniu na pełne etaty wyniosło 305 osoby (GUM) oraz 1 222 osoby (administracja miar), a średnie miesięczne wynagrodzenie brutto 6 665,2 zł (GUM) oraz 4 752,9 zł (administracja miar).
W ustawie budżetowej na 2020 wydatki Głównego Urzędu Miar zaplanowano w wysokości 57,038 mln zł (GUM) oraz 113,578 mln zł (administracja miar), razem 170,620 mln zł, a dochody 65,552 mln zł.